# Boulder (Montana)
Boulder város az USA Montana államában, Jefferson megyében, melynek megyeszékhelye is. Lakosainak száma 1201 fő (2020. április 1.).

## Népesség
A település népességének változása:

| 2010 | 1 183 |
| 2020 | 1 201 |